# FIT Reisen
 (mars 2025).
 (janvier 2024).
 (janvier 2024).
La mise en forme du texte ne suit pas les recommandations de Wikipédia : il faut le « wikifier ».
Les points d'amélioration suivants sont les cas les plus fréquents. Le détail des points à revoir est peut-être précisé sur la page de discussion.
- Les titres sont pré-formatés par le logiciel. Ils ne sont ni en capitales, ni en gras.
- Le texte ne doit pas être écrit en capitales (les noms de famille non plus), ni en gras, ni en italique, ni en « petit »…
- Le gras n'est utilisé que pour surligner le titre de l'article dans l'introduction, une seule fois.
- L'italique est rarement utilisé : mots en langue étrangère, titres d'œuvres, noms de bateaux, etc.
- Les citations ne sont pas en italique mais en corps de texte normal. Elles sont entourées par des guillemets français : « et ».
- Les listes à puces sont à éviter, des paragraphes rédigés étant largement préférés. Les tableaux sont à réserver à la présentation de données structurées (résultats, etc.).
- Les appels de note de bas de page (petits chiffres en exposant, introduits par l'outil «  Source ») sont à placer entre la fin de phrase et le point final[comme ça].
- Les liens internes (vers d'autres articles de Wikipédia) sont à choisir avec parcimonie. Créez des liens vers des articles approfondissant le sujet. Les termes génériques sans rapport avec le sujet sont à éviter, ainsi que les répétitions de liens vers un même terme.
- Les liens externes sont à placer uniquement dans une section « Liens externes », à la fin de l'article. Ces liens sont à choisir avec parcimonie suivant les règles définies. Si un lien sert de source à l'article, son insertion dans le texte est à faire par les notes de bas de page.
- La présentation des références doit suivre les conventions bibliographiques. Il est recommandé d'utiliser les modèles {{Ouvrage}}, {{Chapitre}}, {{Article}}, {{Lien web}} et/ou {{Bibliographie}}. Le mode d'édition visuel peut mettre en forme automatiquement les références.
- Insérer une infobox (cadre d'informations à droite) n'est pas obligatoire pour parachever la mise en page.

Pour une aide détaillée, merci de consulter Aide:Wikification.
Si vous pensez que ces points ont été résolus, vous pouvez retirer ce bandeau et améliorer la mise en forme d'un autre article.
FIT Reisen est un voyagiste allemand spécialisé qui œuvre dans le domaine des séjours bien-être et santé,,.
L’entreprise a été fondée en 1975 par Herbert Haum (de) (né le 30 novembre 1925 à Birkhausen, Allemagne et mort le  25 décembre 2010 à Francfort-sur-le-Main, Allemagne).
D’une petite entreprise avec un nouveau concept de voyages, FIT Reisen a évolué pour devenir un voyagiste international qui offre aujourd’hui du service dans plusieurs langues, dont le français, par le biais de ses marques internationales SpaDreams et SpaOteli,,.
Dans les pays germanophones, où les ventes sont encore réalisées majoritairement par des agences de voyage et non par les sites web, l’entreprise continue avec le nom allemand « FIT Reisen »,.

## Historique

### Création et premières années
Lors de la création de l’entreprise, le focus des séjours était principalement les séjours de cure et de santé, notamment dans les nombreuses villes thermales allemandes qui commencent toutes avec le préfixe « Bad », mais aussi en Pologne, Italie, Suisse, Autriche et en République tchèque.
Le premier catalogue sort en 1976 en étroite coopération avec Neuform, la coopérative des Reformhaus (magasin de produits diététiques en Allemagne). Sur les marchés germanophones, l'entreprise se fait un nom en tant que voyagiste spécialisé.

### Les années 1980 à 2009
Le développement des séjours bien-être et des séjours exotiques
Dans les années 1980, FIT Reisen tâte de nouveaux terrains dans le domaine des séjours santé et bien-être. Parmi les avancées les plus importantes figurent deux colloques à Igalo au Monténégro dans les années 1988 et 1989 qui se font en coopération avec Lufthansa et les pays arabes sur les séjours de santé et les cures. Pour accompagner ces événements, FIT Reisen sort un catalogue en anglais et arabe.
Au cours des années 1990, FIT Reisen développe encore de nouveaux marchés et de nouvelles destinations de séjours. L’entreprise se lance dans le domaine des séjours santé exotiques comme les voyages Ayurveda et jouent un rôle important dans l’introduction de ceux-ci sur les marchés germanophones. Au début des années 1990, Fit Reisen était un des seuls voyagistes allemands à proposer des séjours ayurvédiques et avait une exclusivité sur les séjours Ayurveda au Sri Lanka.
Avec l’arrivée des ordinateurs dans le secteur du tourisme et le début de la vente par internet, l’entreprise continue d’agrandir son portefeuille de programmes et fête ses trente ans d’existence en 2005.

### De 2009 à aujourd’hui
Un changement de génération et l’internationalisation
En 2009, FIT Reisen fusionne avec Transmedic, un autre voyagiste allemand. Ceci constitue un changement de génération dans l’entreprise. La famille du fondateur se retire de l’entreprise et transmet le management aux jeunes fondateurs de Transmedic,.
Aujourd’hui, FIT Reisen propose plus de 1 200 offres de séjours dans plus de 187 villes et 35 pays. Les secteurs forts restent l’ayurveda, les séjours de cure classiques comme les cures thermales et les fangothérapies ainsi que des séjours plus spécialisés comme des programmes contre le burn-out. L'internationalisation de l'entreprise est lancée en 2013.

### SpaDreams et SpaOteli
SpaDreams et SpaOteli sont les marques internationales de FIT Reisen. Par leur biais, les séjours et les services de FIT Reisen sont désormais disponibles dans les langues suivantes : allemand, anglais, français, néerlandais, polonais (SpaDreams) et russe (SpaOteli),,,.